# Rio Feredeu (Aiud)
O Rio Feredeu é um rio da Romênia, afluente do Aiud, localizado no distrito de Alba.